# Конголи, Фатос
Фатос Конголи (алб. Fatos Kongoli; 12 января 1944, Эльбасан) — албанский писатель.
Сын композитора Баки Конголлего. Он изучал математику в Тиране и Пекине (Китай), а затем работал редактором и журналистом в издательстве им. Наима Фрашери. В 1992 году опубликовал роман I humburi, который принёс ему известность. В 1999 вышла его повесть  Dragoi i fildishtë.
Конголи был три раза удостоен важнейшей албанской литературной премией — Серебряным пером (в 2004 году он получил Золотое перо). В 2003 он получил награду «Балканика» за роман Endrra e Damokleut.
В 2007 году был опубликован роман Lëkura e qenit, в 2008 — повесть Bolero në vilën e pleqve.
31 января 2010 награждён французским орденом Почётного легиона.